# Premier League 1997/1998
Soutěžní ročník Premier League 1997/98 byl 6. ročníkem Premier League, tedy anglické nejvyšší fotbalové ligy. Soutěž byla započata 9. srpna 1997 a poslední kolo se odehrálo 10. května 1998. Liga se skládala z 20 klubů. 
Manchesteru United obhajoval titul z minulé sezóny. Mistrem v sezóně 1997/98 se ale stal londýnský Arsenal, pro který to byl 1. titul v Premier League. Arsnalu se podařilo získat Double, když zvítězili i v FA Cupu. 
Všechny tři týmy, které postoupily z Football League First Division v minulé sezóně, (již po první sezóně sestoupily a vrátily se zpátky do druhé nejvyšší soutěže.

## Složení ligy v ročníku 1997/98
Soutěže se účastnilo 20 celků. K prvním sedmnácti z minulého ročníku se připojili nováčci Bolton Wanderers a Barnsley, kteří si účast zajistili již v základní části předcházejícího ročníku Football League First Division, a Crystal Palace, ten si účast vybojoval vítězstvím v play off. Opačným směrem putovala mužstva Sunderlandu, Middlesbrough a Nottinghamu Forest.
| Klub                | 1996/97          | Město               | Stadión              |
| ------------------- | ---------------- | ------------------- | -------------------- |
| Manchester United   | Zlatá medaile    | Manchester          | Old Trafford         |
| Newcastle United    | Stříbrná medaile | Newcastle upon Tyne | St James' Park       |
| Arsenal             | Bronzová medaile | Londýn              | Arsenal Stadium      |
| Liverpool           | 4.               | Liverpool           | Anfield              |
| Aston Villa         | 5.               | Birmingham          | Villa Park           |
| Chelsea             | 6.               | Londýn              | Stamford Bridge      |
| Sheffield Wednesday | 7.               | Sheffield           | Hillsborough Stadium |
| Wimbledon           | 8.               | Londýn              | Selhurst Park        |
| Leicester City      | 9.               | Leicester           | Filbert Street       |
| Tottenham Hotspur   | 10.              | Londýn              | White Hart Lane      |
| Leeds United        | 11.              | Leeds               | Elland Road          |
| Derby County        | 12.              | Derby               | Pride Park Stadium   |
| Blackburn Rovers    | 13.              | Blackburn           | Ewood Park           |
| West Ham United     | 14.              | Londýn              | Boleyn Ground        |
| Everton             | 15.              | Liverpool           | Goodison Park        |
| Southampton         | 16.              | Southampton         | The Dell             |
| Coventry City       | 17.              | Coventry            | Highfield Road       |
| Bolton Wanderers    | First Division   | Bolton              | Reebok Stadium       |
| Barnsley            | First Division   | Barnsley            | Oakwell              |
| Crystal Palace      | First Division   | Londýn              | Selhurst Park        |

### Realizační týmy a dresy
| Klub                | Trenér                             | Kapitán          | Výrobce dresu  | Sponzor dresu       |
| ------------------- | ---------------------------------- | ---------------- | -------------- | ------------------- |
| Arsenal             | Arsène Wenger                      | Tony Adams       | Nike           | JVC                 |
| Aston Villa         | John Gregory                       | Gareth Southgate | Reebok         | AST                 |
| Barnsley            | Danny Wilson                       | Neil Redfearn    | Admiral        | Ora                 |
| Blackburn Rovers    | Roy Hodgson                        | Tim Sherwood     | Asics          | CIS                 |
| Bolton Wanderers    | Colin Todd                         | Guðni Bergsson   | Reebok         | Reebok              |
| Chelsea             | Gianluca Vialli                    | Dennis Wise      | Umbro          | Autoglass           |
| Coventry City       | Gordon Strachan                    | Gary McAllister  | Le Coq Sportif | Subaru              |
| Crystal Palace      | Ron Noades Ray Lewington (dočasní) | Andy Linighan    | Adidas         | TDK                 |
| Derby County        | Jim Smith                          | Igor Štimac      | Puma           | Puma                |
| Everton             | Howard Kendall                     | Dave Watson      | Umbro          | One2One             |
| Leeds United        | George Graham                      | Lucas Radebe     | Puma           | Packard Bell        |
| Leicester City      | Martin O'Neill                     | Steve Walsh      | Fox Leisure    | Walkers             |
| Liverpool           | Roy Evans                          | Paul Ince        | Reebok         | Carlsberg           |
| Manchester United   | Alex Ferguson                      | Roy Keane        | Umbro          | Sharp               |
| Newcastle United    | Kenny Dalglish                     | Robert Lee       | Adidas         | Newcastle Brown Ale |
| Sheffield Wednesday | Ron Atkinson                       | Peter Atherton   | Puma           | Sanderson           |
| Southampton         | Dave Jones                         | Matt Le Tissier  | Pony           | Sanderson           |
| Tottenham Hotspur   | Christian Gross                    | Gary Mabbutt     | Pony           | Hewlett-Packard     |
| West Ham United     | Harry Redknapp                     | Steve Lomas      | Pony           | –                   |
| Wimbledon           | Joe Kinnear                        | Robbie Earle     | Lotto          | Elonex              |

### Trenérské změny
| Klub                | Odcházející trenér | Důvod odchodu                    | Datum odchodu      | Pozice v tabulce | Příchozí trenér                    | Datum příchodu     |
| ------------------- | ------------------ | -------------------------------- | ------------------ | ---------------- | ---------------------------------- | ------------------ |
| Nottingham Forest   | Stuart Pearce      | Konec smlouvy                    | 8. května 1997     | Před sezónou     | Dave Bassett                       | 8. května 1997     |
| Everton             | Dave Watson        | Konec smlouvy                    | 10. května 1997    | Před sezónou     | Howard Kendall                     | 10. května 1997    |
| Blackburn Rovers    | Tony Parkes        | Konec smlouvy                    | 1. června 1997     | Před sezónou     | Roy Hodgson                        | 1. června 1997     |
| Southampton         | Graeme Souness     | Rezignace                        | 1. června 1997     | Před sezónou     | Dave Jones                         | 23. června 1997    |
| Sheffield Wednesday | David Pleat        | Vyhozen                          | 3. listopadu 1997  | 20. místo        | Ron Atkinson                       | 14. listopadu 1997 |
| Tottenham Hotspur   | Gerry Francis      | Rezignace                        | 19. listopadu 1997 | 16. místo        | Christian Gross                    | 19. listopadu 1997 |
| Chelsea             | Ruud Gullit        | Vyhozen                          | 12. února 1998     | 2. místo         | Gianluca Vialli                    | 12. února 1998     |
| Aston Villa         | Brian Little       | Rezignace                        | 24. února 1998     | 15. místo        | John Gregory                       | 25. února 1998     |
| Crystal Palace      | Steve Coppell      | Povýšení na sportovního ředitele | 13. března 1998    | 20. místo        | Ron Noades Ray Lewington (dočasní) | 29. dubna 1998     |

## Tabulka
| Poř. | Tým                  | Z  | V  | R  | P  | VG | OG | B  |
| ---- | -------------------- | -- | -- | -- | -- | -- | -- | -- |
| 1.   | Arsenal (C)          | 38 | 23 | 9  | 6  | 68 | 33 | 78 |
| 2.   | Manchester United    | 38 | 23 | 8  | 7  | 73 | 26 | 77 |
| 3.   | Liverpool            | 38 | 18 | 11 | 9  | 68 | 42 | 65 |
| 4.   | Chelsea              | 38 | 20 | 3  | 15 | 71 | 43 | 63 |
| 5.   | Leeds United         | 38 | 17 | 8  | 13 | 57 | 46 | 59 |
| 6.   | Blackburn Rovers     | 38 | 16 | 10 | 12 | 57 | 52 | 58 |
| 7.   | Aston Villa          | 38 | 17 | 6  | 15 | 49 | 48 | 57 |
| 8.   | West Ham United      | 38 | 16 | 8  | 14 | 56 | 57 | 56 |
| 9.   | Derby County         | 38 | 16 | 7  | 15 | 52 | 49 | 55 |
| 10.  | Leicester City       | 38 | 13 | 14 | 11 | 51 | 41 | 53 |
| 11.  | Coventry City        | 38 | 12 | 16 | 10 | 46 | 44 | 52 |
| 12.  | Southampton          | 38 | 14 | 6  | 18 | 50 | 55 | 48 |
| 13.  | Newcastle United     | 38 | 11 | 11 | 16 | 35 | 44 | 44 |
| 14.  | Tottenham Hotspur    | 38 | 11 | 11 | 16 | 44 | 56 | 44 |
| 15.  | Wimbledon            | 38 | 10 | 14 | 14 | 34 | 46 | 44 |
| 16.  | Sheffield Wednesday  | 38 | 12 | 8  | 18 | 52 | 67 | 44 |
| 17.  | Everton              | 38 | 9  | 13 | 16 | 41 | 56 | 40 |
| 18.  | Bolton Wanderers (R) | 38 | 9  | 13 | 16 | 41 | 61 | 40 |
| 19.  | Barnsley (R)         | 38 | 10 | 5  | 23 | 37 | 82 | 35 |
| 20.  | Crystal Palace (R)   | 38 | 8  | 9  | 21 | 37 | 71 | 33 |

Pravidla pro klasifikaci: 1) Body; 2) Gólový rozdíl; 3) vstřelené góly
(C) Šampion; (R) Sestupující
|  | Postup do základní skupiny Ligy mistrů      |
|  | Postup do druhého předkola Ligy mistrů      |
|  | Postup do prvního kola Poháru UEFA          |
|  | Postup do prvního kola Poháru vítězů pohárů |
|  | Sestup do Football League First Division    |

Poznámky
1. 1 2  Chelsea se kvalifikovala do Poháru vítězů pohárů díky vítězství v minulém ročníku. Chelsea zároveň vyhrála i v EFL Cupu, a tak jejich místo v Poháru UEFA připadlo Blackburnu Rovers, který skončil na 6. místě v lize
2. ↑  Aston Villa se kvalifikovala do Poháru UEFA díky UEFA Fair Play
3. ↑  Newcastle United se kvalifikoval do Poháru vítězů pohárů díky postupu do finále FA Cupu (ve kterém podlehl Arsenalu)

## Statistiky

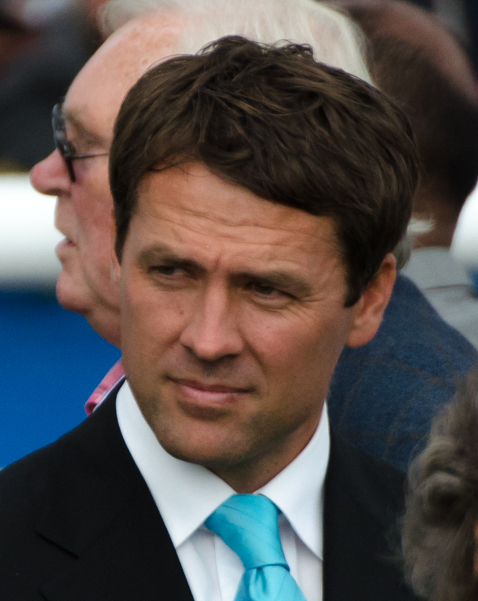
Michael Owen se stal, společně s Dionem Dublinem a Chrisem Suttonem, nejlepším střelcem Premier League, a to s 18 góly.

### Střelci

#### Nejlepší střelci
|     | Hráč                    | Klub              | Góly |
| --- | ----------------------- | ----------------- | ---- |
| 1.  | Dion Dublin             | Coventry City     | 18   |
| 1.  | Michael Owen            | Liverpool         | 18   |
| 1.  | Chris Sutton            | Blackburn Rovers  | 18   |
| 4.  | Dennis Bergkamp         | Arsenal           | 16   |
| 4.  | Kevin Gallacher         | Blackburn Rovers  | 16   |
| 4.  | Jimmy Floyd Hasselbaink | Leeds United      | 16   |
| 7.  | Andrew Cole             | Manchester United | 15   |
| 7.  | John Hartson            | West Ham United   | 15   |
| 9.  | Darren Huckerby         | Coventry City     | 14   |
| 10. | Paulo Wanchope          | Derby County      | 13   |

#### Hattricky
| Hráč              | Klub                | Soupeř              | Skóre   | Datum              | Ref.   |
| ----------------- | ------------------- | ------------------- | ------- | ------------------ | ------ |
| Dion Dublin       | Coventry City       | Chelsea             | 3:2 (H) | 9. srpna 1997      | [ 3 ]  |
| Chris Sutton      | Blackburn Rovers    | Aston Villa         | 4:0 (H) | 13. srpna 1997     | [ 4 ]  |
| Gianluca Vialli4  | Chelsea             | Barnsley            | 6:0 (H) | 24. srpna 1997     | [ 5 ]  |
| Dennis Bergkamp   | Arsenal             | Leicester City      | 3:3 (H) | 27. srpna 1997     | [ 6 ]  |
| Ian Wright        | Arsenal             | Bolton Wanderers    | 4:1 (D) | 13. září 1997      | [ 7 ]  |
| Patrik Berger     | Liverpool           | Chelsea             | 4:2 (D) | 5. října 1997      | [ 8 ]  |
| Andrew Cole       | Manchester United   | Barnsley            | 7:0 (D) | 25. října 1997     | [ 9 ]  |
| Andy Booth        | Sheffield Wednesday | Bolton Wanderers    | 5:0 (D) | 8. listopadu 1997  | [ 10 ] |
| Gianfranco Zola   | Chelsea             | Derby County        | 4:0 (D) | 29. listopadu 1997 | [ 11 ] |
| Tore André Flo    | Chelsea             | Tottenham Hotspur   | 6:1 (H) | 6. prosince 1997   | [ 12 ] |
| Duncan Ferguson   | Everton             | Bolton Wanderers    | 3:2 (D) | 28. prosince 1997  | [ 13 ] |
| Kevin Gallacher   | Blackburn Rovers    | Aston Villa         | 5:0 (D) | 17. ledna 1998     | [ 14 ] |
| Michael Owen      | Liverpool           | Sheffield Wednesday | 3:3 (H) | 14. února 1998     | [ 15 ] |
| Chris Sutton      | Blackburn Rovers    | Leicester City      | 5:3 (H) | 28. února 1998     | [ 16 ] |
| Darren Huckerby   | Coventry City       | Leeds United        | 3:3 (H) | 25. dubna 1998     | [ 17 ] |
| Jürgen Klinsmann4 | Tottenham Hotspur   | Wimbledon           | 6:2 (H) | 2. května 1998     | [ 18 ] |

Poznámky
4 Hráč vstřelil 4 góly
(D) – Domácí tým
(H) – Hostující tým

#### Nejlepší asistenti
|    | Hráč               | Klub              | Asistence |
| -- | ------------------ | ----------------- | --------- |
| 1. | David Beckham      | Manchester United | 13        |
| 2. | Dennis Bergkamp    | Arsenal           | 11        |
| 3. | Eyal Berkovic      | West Ham United   | 10        |
| 3. | Dion Dublin        | Coventry City     | 10        |
| 3. | Steve Guppy        | Leicester City    | 10        |
| 3. | Michael Owen       | Liverpool         | 10        |
| 3. | Teddy Sheringham   | Manchester United | 10        |
| 8. | Ryan Giggs         | Manchester United | 9         |
| 8. | David Ginola       | Tottenham Hotspur | 9         |
| 8. | Matthew Le Tissier | Southampton       | 9         |
| 8. | Steve McManaman    | Liverpool         | 9         |

### Čistá konta

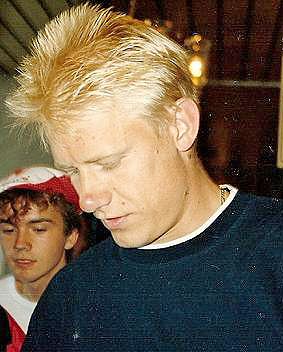
Peter Schmeichel udržel v sezóně 1997/98 nejvíce čistých kont (16), a to v dresu Manchesteru United.

|     | Hráč             | Klub              | Čistá konta |
| --- | ---------------- | ----------------- | ----------- |
| 1.  | Peter Schmeichel | Manchester United | 16          |
| 2.  | Kasey Keller     | Leicester City    | 14          |
| 3.  | Mart Poom        | Derby County      | 13          |
| 3.  | David Seaman     | Arsenal           | 13          |
| 3.  | Neil Sullivan    | Wimbledon         | 13          |
| 6.  | Ed de Goey       | Chelsea           | 12          |
| 7.  | David James      | Liverpool         | 11          |
| 7.  | Nigel Martyn     | Leeds United      | 11          |
| 9.  | Keith Branagan   | Bolton Wanderers  | 10          |
| 10. | Mark Bosnich     | Aston Villa       | 9           |
| 10. | Tim Flowers      | Blackburn Rovers  | 9           |

### Disciplína

#### Hráči
- Nejvíce žlutých karet: 11[21]
  -  Jamie Fullarton (Crystal Palace)

- Nejvíce červených karet: 3[22]
  -  David Batty (Newcastle United)
  -  Slaven Bilić (Everton)

#### Klub
- Nejvíce žlutých karet: 81[23]
  - Derby County

- Nejvíce červených karet: 5[24]
  - Blackburn Rovers
  - Bolton Wanderers
  - Coventry City
  - Everton
  - Leeds United
  - West Ham United

## Ocenění

### Měsíční
| Měsíc    | Manager of the Month | Manager of the Month | Player of the Month | Player of the Month |
| Měsíc    | Trenér               | Klub                 | Hráč                | Klub                |
| -------- | -------------------- | -------------------- | ------------------- | ------------------- |
| Srpen    | Roy Hodgson          | Blackburn Rovers     | Dennis Bergkamp     | Arsenal             |
| Září     | Martin O'Neill       | Leicester City       | Dennis Bergkamp     | Arsenal             |
| Říjen    | Alex Ferguson        | Manchester United    | Paulo Wanchope      | Derby County        |
| Listopad | George Graham        | Leeds United         | Andrew Cole         | Manchester United   |
| Listopad | George Graham        | Leeds United         | Kevin Davies        | Southampton         |
| Prosinec | Roy Hodgson          | Blackburn Rovers     | Steve McManaman     | Liverpool           |
| Leden    | Howard Kendall       | Everton              | Dion Dublin         | Coventry City       |
| Únor     | Gordon Strachan      | Coventry City        | Chris Sutton        | Blackburn Rovers    |
| Březen   | Arsène Wenger        | Arsenal              | Alex Manninger      | Arsenal             |
| Duben    | Arsène Wenger        | Arsenal              | Emmanuel Petit      | Arsenal             |

### Roční ocenění
| Ocenění                              | Vítěz           | Klub      |
| ------------------------------------ | --------------- | --------- |
| Premier League Manager of the Season | Arsène Wenger   | Arsenal   |
| Premier League Player of the Season  | Michael Owen    | Liverpool |
| PFA Players' Player of the Year      | Dennis Bergkamp | Arsenal   |
| PFA Young Player of the Year         | Michael Owen    | Liverpool |
| Hráč roku dle FWA                    | Dennis Bergkamp | Arsenal   |

| PFA Team of the Year | PFA Team of the Year              | PFA Team of the Year               | PFA Team of the Year            | PFA Team of the Year           |
| -------------------- | --------------------------------- | ---------------------------------- | ------------------------------- | ------------------------------ |
| Brankář              | Nigel Martyn (Leeds United)       | Nigel Martyn (Leeds United)        | Nigel Martyn (Leeds United)     | Nigel Martyn (Leeds United)    |
| Obránci              | Gary Neville (Manchester United)  | Gary Pallister (Manchester United) | Colin Hendry (Blackburn Rovers) | Graeme Le Saux (Chelsea)       |
| Záložníci            | David Beckham (Manchester United) | Nicky Butt (Manchester United)     | David Batty (Newcastle United)  | Ryan Giggs (Manchester United) |
| Útočníci             | Michael Owen (Liverpool)          | Michael Owen (Liverpool)           | Dennis Bergkamp (Arsenal)       | Dennis Bergkamp (Arsenal)      |

## Vítěz
| Premier League 1997/98 Arsenal (1. titul) |